# San Dimas (Kalifornien)
San Dimas ist eine Stadt im Los Angeles County des US-Bundesstaats Kalifornien in den Vereinigten Staaten.
Das U.S. Census Bureau hat bei der Volkszählung 2020 eine Einwohnerzahl von 34.924 ermittelt.

## Söhne und Töchter der Stadt
- Shannan Click (* 1983), Model
- Adam Wylie (* 1984), Schauspieler
- Alex Morgan (* 1989), Fußballspielerin
- Derek Klena (* 1991), Schauspieler